# Ruellieae
Tribu
Les Ruellieae sont une tribu de plantes à fleurs de la famille des Acanthaceae et de la sous-famille des Acanthoideae.
Le genre type est Ruellia.

## Listes des sous-taxons
Sous-tribus: Dinteracanthinae – Erantheminae – Hygrophilinae – Mcdadeinae – Mimulopsidinae – Petalidiinae – Phaulopsidinae – Ruelliinae – Strobilanthinae – Trichantherinae

### Genres non assignés à une sous-tribus
Diceratotheca – Stenothyrsus – Xylacanthus

## Publication originale
- Dumortier B.-C., 1829. Analyse des Familles de Plantes: avec l'indication des principaux genres qui s'y rattachent. 104 pp., Tournay, J. Casterman. Page. de la description: 23.